# Kevin Carson
Kevin A. Carson – amerykański ekonomista polityczny, pisarz, publicysta i filozof polityczny identyfikujący się początkowo z ideologią mutualizmu i anarchoindywidualizmu, będąc jednocześnie w tym okresie jednym z twórców ideologii lewicowego anarchizmu rynkowego, obecnie identyfikuje się z anarchizmem bezprzymiotnikowym. Pracownik naukowy w Center for a Stateless Society w stopniu starszego członka oraz kierownika katedry teorii społecznej imienia Karla Hessa.

## Twórczość
Pierwszą większą pracą Kevina Carsona była Studies in Mutualist Political Economy (po polsku wydana elektronicznie jako Ekonomia Polityczna Mutualizmu), opublikowana w 2007, w której podjął próbę syntezy myśli ekonomicznej dziewiętnastowiecznych amerykańskich anarchistów indywidualistycznych, m.in. takich jak Benjamin Tucker, ze współczesnymi dokonaniami szkoły austriackiej. Dokonał tam syntezy laborystycznej teorii wartości z dokonaniami rewolucji marginalistycznej, wskazał także na państwowe pochodzenie dziewiętnastowiecznego i współczesnego kapitalizmu, a także przedstawił czym jest mutualizm i jaką drogą można do niego dotrzeć z obecnego systemu. Inne jego prace to Organization Theory: A Libertarian Perspective (2008), Homebrew Industrial Revolution (2010) oraz The Desktop Regulatory State: The Countervailing Power of Individuals and Networks (2016).
Carson kojarzony jest z lewicową tradycją wolnościową, mutualizmem, anarchoindywidualizmem, libertarianizmem i lewicowym anarchizmem rynkowym. Znany jest ze swej krytycznej postawy wobec wielu klasyków i współczesnych twórców myśli libertariańskiej, w odniesieniu do których sformułował pojęcie “wulgarnych libertarian” – libertarian stosujących wolnorynkową retorykę celem obrony gospodarczych nierówności lub państwowego, korporacyjnego kapitalizmu. Carson jest starszym pracownikiem naukowym w Center for a Stateless Society, placówki badawczej związanej z Instytutem Molinariego, której celem jest promowanie idei wolnorynkowego anarchizmu. Kevin Carson jest także członkiem Voluntary Cooperation Movement, jak również Robotników Przemysłowych Świata. Prowadzi własnego bloga, a także regularnie pisze artykuły, które pojawiają się w różnych czasopismach oraz stronach internetowych, m.in. w The Freeman: Ideas on Liberty, a także na Just Things, The Art of the Possible czy P2P Foundation.

## Poglądy polityczne
Początkowo określał się jako anarchista indywidualistyczny i mutualista, był też jednym z twórców wywodzącej się z tych ideologii oraz libertarianizmu ideologii lewicowego anarchizmu rynkowego inaczej nazywanego lewicowym libertarianizmem. Jest to anarchistyczna ideologia łącząca poparcie dla wolnego rynku z niechęcią do korporacyjnego kapitalizmu. Od samego początku popierał także współpracę i współistnienie wewnątrz ładu anarchistycznego różnych, w tym nie anarchistycznych wspólnot, co zbliżało go do panarchii. Jak sam stwierdził w Ekonomii Politycznej Mutualizmu:

Upadek obecnego państwa korporacyjnego z całą pewnością nie nastąpi w rezultacie działania pojedynczej ideologii czy organizacji. Żadni mutualistyczni bolszewicy nie napadną na Pałac Zimowy państwowego kapitalizmu i nie stworzą nowego modelu społeczeństwa w oparciu o prawo kosztów i dobrowolne stowarzyszanie się.

a także:

Najbardziej prawdopodobnym rezultatem będzie panarchia, czyli środowisko koegzystencji całej gamy lokalnych systemów społecznych i gospodarczych (przynajmniej przez jakiś czas) obok wysepek, nad którymi kontrolę będą sprawować dawne siły zbrojne, regionalni następcy dawnych państw itd. Lokalne społeczności będą pewnie eksperymentować z ideologiami, począwszy od syndykalizmu poprzez mutualizm i georgizm, na rasizmie i teokracji kończąc

oraz:

Wolnorynkowcy, wolnościowi komuniści, syndykaliści oraz zwolennicy innych form kolektywistycznego anarchizmu muszą nauczyć się pokojowej koegzystencji i wzajemnego szacunku, dziś walcząc przeciwko korporacjom i państwu, a jutro współtworząc panarchię. Musimy nauczyć się, że każdy z nas ma równe prawo do określania się „wolnościowcem”.

Obecnie przestał określać się jako mutualista i anarchista indywidualistyczny, a jako anarchista bezprzymiotnikowy co stanowi rozwinięcie jego wcześniejszego przekonania o istnieniu wielu różnych społeczności w obrębie anarchizmu. Pomimo tej zmiany w poglądach wciąż jest kojarzony z mutualizmem, anarchoindywidualizmem i lewicowym anarchizmem rynkowym.
W tekście Mutualizm – wprowadzenie, tak określił mutualistyczne poglądy:

Mutualiści należą do tych anarchistów, którzy nie są kolektywistami. Choć odnosimy się przyjaźnie do koncepcji demokratycznej kontroli, gdy natura procesu produkcji oraz innych kolektywnych przedsięwzięć wymaga wspólnego działania, nie popieramy kolektywizmu jako ideału samego w sobie. Nie opowiadamy się przeciw pieniądzowi i wymianie. Jesteśmy zwolennikami własności prywatnej, o ile oznacza ona osobiste, fizyczne zajmowanie i używanie dóbr [personal occupancy and use]. Opowiadamy się za społeczeństwem, w którym wszystkie relacje i transakcje obywają się bez przymusu i w oparciu o dobrowolną współpracę, swobodną wymianę albo wzajemną pomoc. „Rynek” w znaczeniu wymiany owoców pracy między jej wykonawcami to koncepcja głęboko ludzka i sprzyjająca wolności. Sprzeciwiamy się przyjętemu powszechnie rozumieniu rynku jako idei, którą zawłaszczył i zafałszował państwowy kapitalizm.
W naszej wizji ostateczny cel stanowi społeczeństwo, w którym gospodarka opiera się o wolną wymianę rynkową między producentami, a produkcją zajmują się głównie samozatrudnieni rzemieślnicy i rolnicy, małe stowarzyszenia spółdzielcze producentów, zarządzane przez robotników duże przedsiębiorstwa i zrzeszenia konsumentów. Nawet gdyby wciąż istniało zjawisko pracy etatowej (co jest prawdopodobne, jeśli jej pod przymusem nie zakażemy), likwidacja etatystycznych przywilejów przyniesie rezultat w postaci naturalnego wynagrodzenia robotnika, którym jest – jak ujął to Benjamin Tucker – cały produkt jego pracy.

Jako drogę którą powinno się dotrzeć do anarchizmu w Ekonomii Politycznej Mutualizmu uznał model rewolucji nazwany przez niego gradualizmem.

Od czasów Proudhona, mutualizm charakteryzuje się podejściem gradualistycznym. Nastawienie na stopniowe osiąganie swoich celów niesie za sobą dwa działania: 1) tworzenie instytucjonalnej podstawy dla nowego społeczeństwa w ramach już istniejącego; i 2) stopniowe ograniczanie państwa poprzez zewnętrzne naciski i tworzenie alternatywnych form organizacji do momentu, w którym państwo całkowicie zaniknie.

Innymi słowy, mutualizm oznacza budowę społeczeństwa, jakiego chcemy, tu i teraz, dzięki oddolnej organizacji opartej na dobrowolnej współpracy i pomocy wzajemnej – zamiast czekać na rewolucję.

Jeśli zaś chodzi o rewolucję, sądzę, że powinniśmy kierować się dwoma zasadami. Pierwszą sformułował Ed Stamm w swoim oświadczeniu na temat protestów przeciwko WTO w grudniu 1999 r.: „każde rewolucyjne działanie musi mieć poparcie mas”. Punkt ten spełnimy, jeśli nasze edukacyjne i organizacyjne wysiłki odniosą sukces. Nigdy jednak nie osiągniemy tego dzięki awangardyzmowi ani przemocy. Druga zasada mówi, że rewolucja nie może mieć miejsca, zanim nie rozbudujemy naszych struktur tak dalece, jak tylko się da. Bóle porodowe występują dopiero wtedy, gdy ciąża zmierza ku końcowi. Niektóre postulaty bezpaństwowego społeczeństwa, jak pełna kontrola pracownicza nad miejscem pracy lub własność ziemska oparta jedynie na zasadzie użytkowania, nie zostaną zrealizowane w praktyce, jeśli nie zniszczymy obecnego systemu władzy. Ale zanim wykonamy ostateczne pchnięcie, musimy osiągnąć tak dużo, jak się da, za pomocą metod pokojowych.

Carson sprzeciwił się obaleniu państwa bez wcześniejszego powodzenia się działań gradualistycznych:

Rothbard cytował i zachwalał Leonarda Reada, który głosił, że jeśli mielibyśmy magiczny przycisk, który eliminuje za jednym naciśnięciem wszystkie struktury państwowe, należałoby go bez wahania nacisnąć. Ale powinno być oczywiste, że bez względu na to czy ktoś akceptuje zasadność gradualistycznego podejścia, nie uda się zlikwidować państwa w trybie natychmiastowym. I nawet jeśli mielibyśmy „magiczny przycisk”, który cudownie sprawiłby, że wszyscy urzędnicy, broń i budynki państwowe zniknęłyby, jaki byłby rezultat? Jeśli większość ludzi nadal miałaby etatystyczne przekonania i gdyby nie istniały żadne alternatywne wolnościowe instytucje, które mogłyby przejąć rolę państwa, jeszcze bardziej autorytarne państwo szybko wyłoniłoby się z próżni.

Odpowiedział także na ewentualne zarzuty o reformizm ze strony rewolucyjnych anarchistów:

Rewolucyjni anarchiści często błędnie utożsamiają takie podejście z „reformizmem”. W większości przypadków jest to niezbyt poprawna ocena. W rzeczy samej, samo rozróżnienie na „reformistów” i rewolucyjnych anarchistów jest w dużej mierze sztuczne. Pojęcie „reformizmu” w wąskim znaczeniu powinno stosować się tylko do ludzi, których końcowy cel ma mało wspólnego ze zlikwidowaniem państwa i systemu klas, który ono wspiera. W XIX w. istniało wiele szkół abolicjonizmu, z których każda miała własne metody, jakimi chciała znieść niewolnictwo, i planowany termin osiągnięcia celu. Ale wszystkie one stanowią część ruchu abolicjonistycznego, ponieważ każda z nich zadowoliłaby się tylko taką sytuacją, w której niewolnictwo zniknęłoby z powierzchni ziemi. „Reformista” byłby więc kimś, kto chciałby tylko nieco przekształcić niewolnictwo tak, aby było ono bardziej znośne, przy czym jego istota nie uległaby żadnej zmianie.

W Mutualizm – wprowadzenie o mutualistycznej drodze do zmian społecznych mówi w ten sposób:

Mutualizm postuluje ewolucyjne, na ile to możliwe, podejście do tworzenia nowego społeczeństwa. Podkreśla wagę pokojowej działalności polegającej na budowaniu wewnątrz istniejącego społeczeństwa alternatywnych instytucji społecznych i wzmacniania ich – aż ostatecznie zajmą miejsce obecnego systemu etatystycznego. Paul Goodman ujął to w następujący sposób: „Wolne społeczeństwo nie może polegać na zastąpieniu starego porządku przez »nowy porządek«; wolne społeczeństwo rodzi się z rozszerzania sfery wolnych działań aż do chwili, gdy stanowią one większą część życia społecznego”.

Gradualizm jest ideą rewolucji poprzez budowę niezależnych od reszty społeczeństwa instytucji w pokojowy sposób, celem przemiany starego społeczeństwa w nowe. Likwidacja państwa ma nastąpić, dopiero gdy nie będzie już możliwa dalsza realizacja postulatów mutualizmu poprzez nacisk na władzę polityczną, a postulat jego obalenia będzie popularny w społeczeństwie. Gradualizm stawia nacisk na pracę u podstaw, zwłaszcza w edukacji społeczeństwa i popularyzacji poglądów anarchistycznych i mutualistycznych.
Carson sprzeciwia się również własności intelektualnej, porównując ją nawet do morderstwa, co czyni go przedstawicielem infoanarchizmu.
W tekście Własność intelektualna. Libertariańska krytyka określa on własność intelektualną:

formą przywileju, jednym z przykładów szerszej kategorii sztucznych praw własności.

Carson wypowiada się też w Ekonomii politycznej mutualizmu negatywnie na temat korporacji:

Prawdziwie wolnorynkowymi instytucjami są dobrowolna spółdzielnia producencka, komuny i pomoc wzajemna. Korporacja funkcjonująca w obrębie systemu państwowego kapitalizmu zdecydowanie nią nie jest.
Faktycznie prywatna własność utworzona przez mutualizację własności państwowej bardziej chyba oddaje ducha wolnego rynku niż nominalnie prywatna korporacja, której koszty operacyjne i akumulacja kapitału są dotowane przez państwo, a której produkty bądź usługi mają zapewnionych nabywców dzięki państwu, które w dodatku chroni ją przed konkurencją cenową.

Wśród nurtów filozofii politycznej, której mają na niego wpływ, wymienia anarchizm indywidualistyczny, postkapitalizm, teorię zarządzania zasobami naturalnymi Elinor Ostrom, a także marksizm autonomiczny, wśród zainteresowań z dziedzin politycznych „mikromanufaktury, wolność informacji, horyzontalne ruchy polityczne i politykę prefiguratywną”.
Za najważniejsze osoby jakie wpłynęły na jego poglądy można uznać: Benjamina Tuckera i Pierre-Josepha Proudhona jako głównych teoretyków mutualizmu i indywidualistycznego anarchizmu, Briana Dominicka którego tekst An Introduction to Dual Power jest wielokrotnie cytowany w Ekonomii Politycznej Mutualizmu w rozdziale Droga do celu który opisuje jak dotrzeć do społeczeństwa mutualistycznego, Karola Marksa i Davida Ricardo jako jednych z najważniejszych twórców laborystycznej teorii wartości, Murraya Rothbarda, twórcę współczesnego libertarianizmu na którym bazuje (np. uznając będącą elementem filozofii libertariańskiej zasadę samoposiadania) lewicowy libertarianizm którego jednym z twórców był Carson, Ricardo Mella, Fernando Tarrida del Marmola, Errico Malatestę, Voltairine de Cleyre, Josepha Labadie, Maxa Nettlau oraz Dyera Luma – ważnych anarchistów bezprzymiotnikowych podawanych przez niego w jego opracowaniu o historii tego ruchu.

## Życie prywatne
Mieszka w Fayetteville w stanie Arkansas. Pracuje w szpitalu jako sanitariusz, a także prowadzi firmę świadczącą sługi koszenia.

## Publikacje
- Studies in Mutualist Political Economy (2007)[10][1] (pol. Ekonomia Polityczna Mutualizmu)
- Organization Theory: A Libertarian Perspective (2008)[11][1]
- The Homebrew Industrial Revolution: A Low-Overhead Manifesto (2010)[11][1]
- The Desktop Regulatory State: The Countervailing Power of Individuals and Networks (2016)[1]